# Givro Corporation
Givro Corporation (株式会社ギブロ Kabushiki gaisha Giburo?) fue una compañía de desarrollo de videojuego fundada por Takashi Yoneda en Tokio en 1989, quien fue anteriormente empleado de Technos Japan y Enix. La compañía se estableció originalmente con el nombre de Almanic Corporation, bajo el cual operó durante algunos años antes de cambiar su nombre corporativo en 1995. Givro continuaría produciendo juegos para consolas domésticas como la Super Nintendo Entertainment System, Sega Megadrive, 32X, Nintendo 64 y Sega Saturn. Givro lanzó su último juego a fines de 1997 y se disolvió silenciosamente a fines del año siguiente.

## Videojuegos desarrollados
| Año  | Título                                   | Plataformas                         | Editor                      | Co-desarrollador              |
| ---- | ---------------------------------------- | ----------------------------------- | --------------------------- | ----------------------------- |
| 1990 | 46 Okunen Monogatari: The Shinka Ron     | NEC PC-9801                         | Enix                        | Deltasoft, Dynamic Inc.       |
| 1991 | Fighting Masters                         | Mega Drive                          | Treco                       | Aicom, ALU                    |
| 1992 | CB Chara Wars: Ushinawareta Gag          | Super Famicom                       | Banpresto                   |                               |
| 1992 | E.V.O.: Search for Eden                  | Super Nintendo Entertainment System | Enix                        | Brahman, Cube, Micro Creative |
| 1993 | Mazin Saga: Mutant Fighter               | Sega Genesis                        | Sega, Vic Tokai             | ALU, Team "Saga"              |
| 1994 | Shien's Revenge                          | Super Nintendo Entertainment System | Dynamic Planning, Vic Tokai | Bee Media, Shuna              |
| 1994 | Shin Nekketsu Kōha: Kunio-tachi no Banka | Super Famicom                       | Technōs Japan               | ALU, Mint                     |
| 1994 | Cosmic Carnage                           | 32X                                 | Sega                        | ALU                           |
| 1994 | Wonder Project J                         | Super Famicom                       | Enix                        | Mint, Omnibus Promotion       |
| 1995 | Super Mad Champ                          | Super Famicom                       | Tsukuda Original            |                               |
| 1996 | Wonder Project J2                        | Nintendo 64                         | Enix                        | Mint                          |
| 1997 | Nanatsu Kaze no Shima Monogatari         | Sega Saturn                         | Enix                        | Buddy Zoo, Crowd, Two Five    |